# Marele incendiu din București

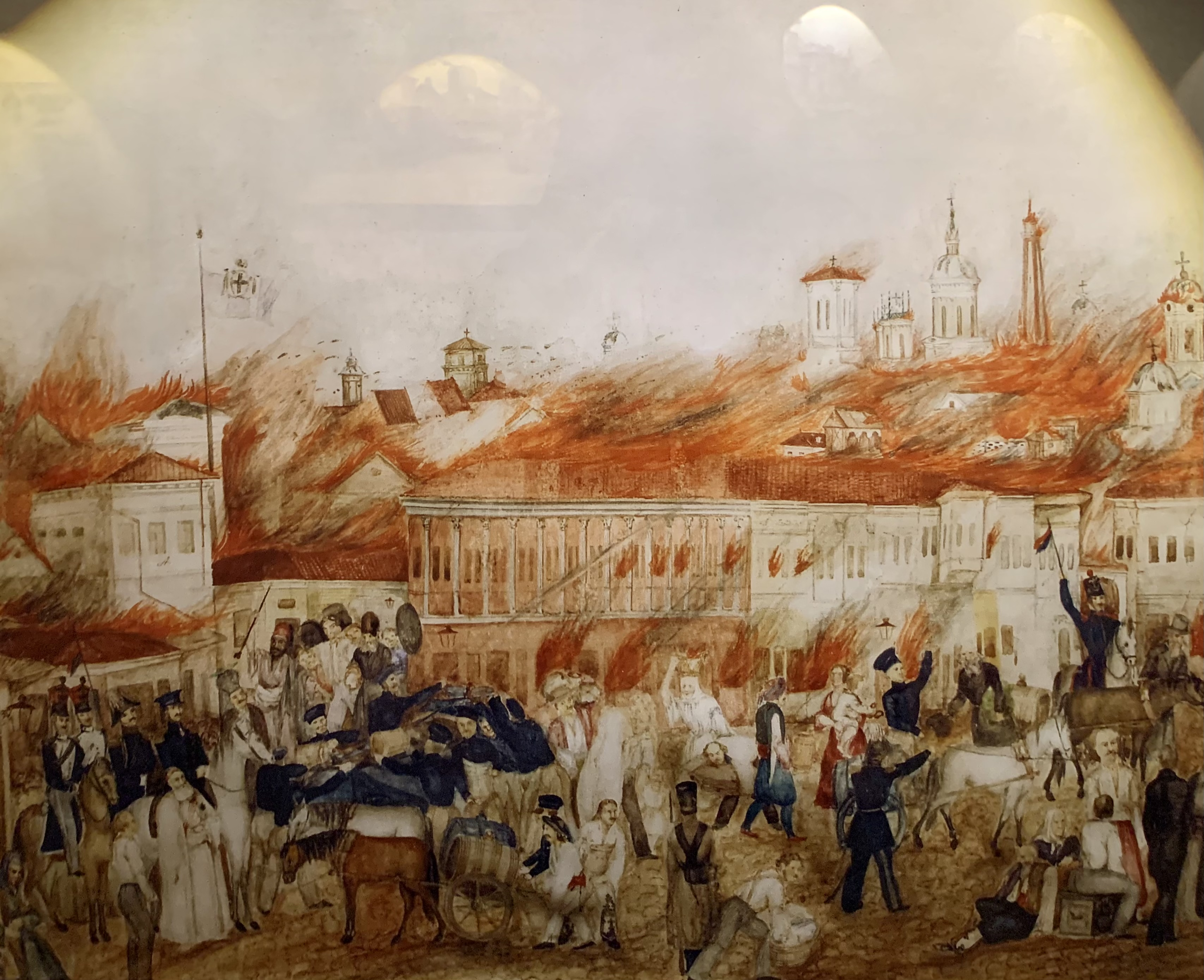
Marele Foc, acuarelă de Mustacoff

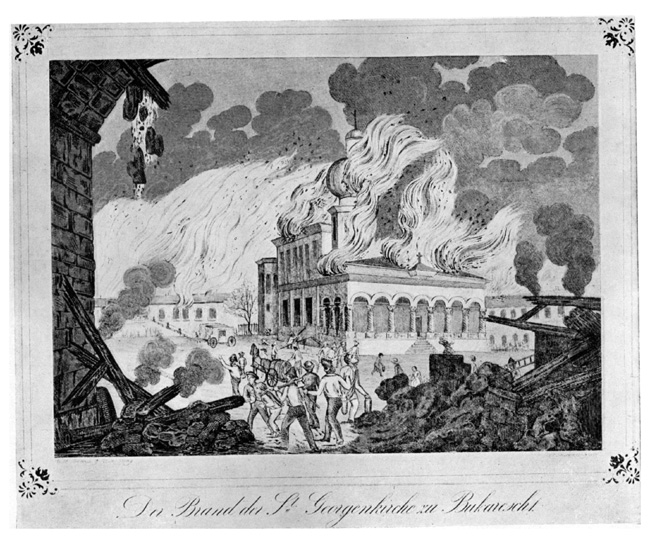
Biserica Sfântu Gheorghe Nou în flăcări

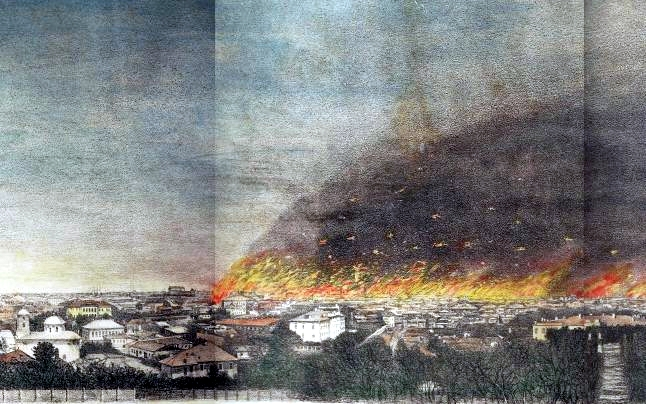
Marele Foc, gravură

Marele incendiu din București, cunoscut și ca Focul cel Mare a reprezentat cea mai mare calamitate care a lovit vreodată orașul București, pe atunci capitala principatului Țara Românească. El a început la 23 martie 1847 și a cauzat distrugerea a peste 1850 de clădiri, reprezentând o treime din fondul construit al orașului, inclusiv, după cum menționa domnitorul Gheorghe Bibescu, „cea mai populată și bogată parte a Bucureștilor.”
Incendiul a distrus zona comercială din centrul orașului, formată din clădiri mici și înghesuite construite din lemn, care aveau ulterior să fie înlocuite cu clădiri din piatră cu două nivele, de inspirație austriacă, ce aveau la parter magazinul sau atelierul proprietarului iar etajul superior era destinat locuirii.